# 雲南銅業
雲南銅業股份有限公司（深交所：000878），簡稱雲銅股份、雲銅，前身為雲南冶煉廠，成立於1958年，1998年改制為股份公司，更名為現稱，1998年6月2日於深圳證券交易所上市。公司是中國第四大銅業企業，生產高純陰極銅、電工用銅線壞、工業硫酸、金錠、銀錠、電工用圓銅線、硫酸銅等主產品，並能綜合回收金、銀、鋁、鉍、鉑、鈀等多種有色金屬。
2007年10月，中國鋁業收購雲銅母公司雲南銅業集團的49%股權，改名「中鋁雲南銅業集團」。

## 連結
- 雲南銅業股份有限公司 （页面存档备份，存于）